# Édouard Écuyer de le Court
Édouard Georges Amélie Charles Marie Joseph Wolfgang Césaire Écuyer de le Court (Elsene, 6 september 1901 - Crans-Montana, 10 februari 1951) was een Belgisch moderne vijfkamper.

## Levensloop
Écuyer de le Court droeg de titel van graaf.
Hij nam tweemaal deel aan de Olympische Zomerspelen, met name in 1928 te Amsterdam en in 1936 te Berlijn. In 1928 werd hij 27e en in 1936 17e in het eindklassement van de moderne vijfkamp. Ook droeg hij te Berlijn de Belgische vlag tijdens de openingsceremonie.